# Stereo-Pak

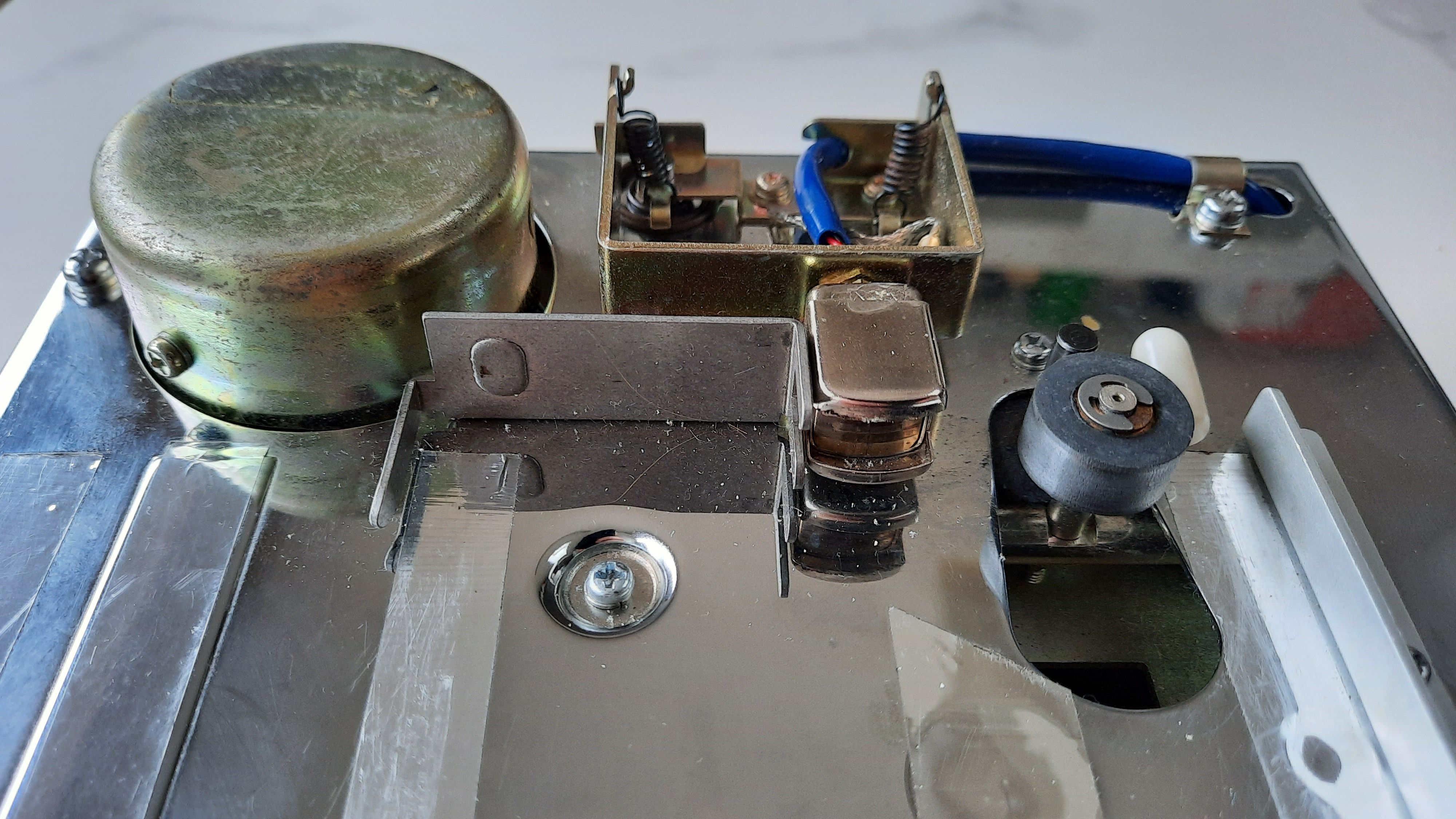
Sin cartucho

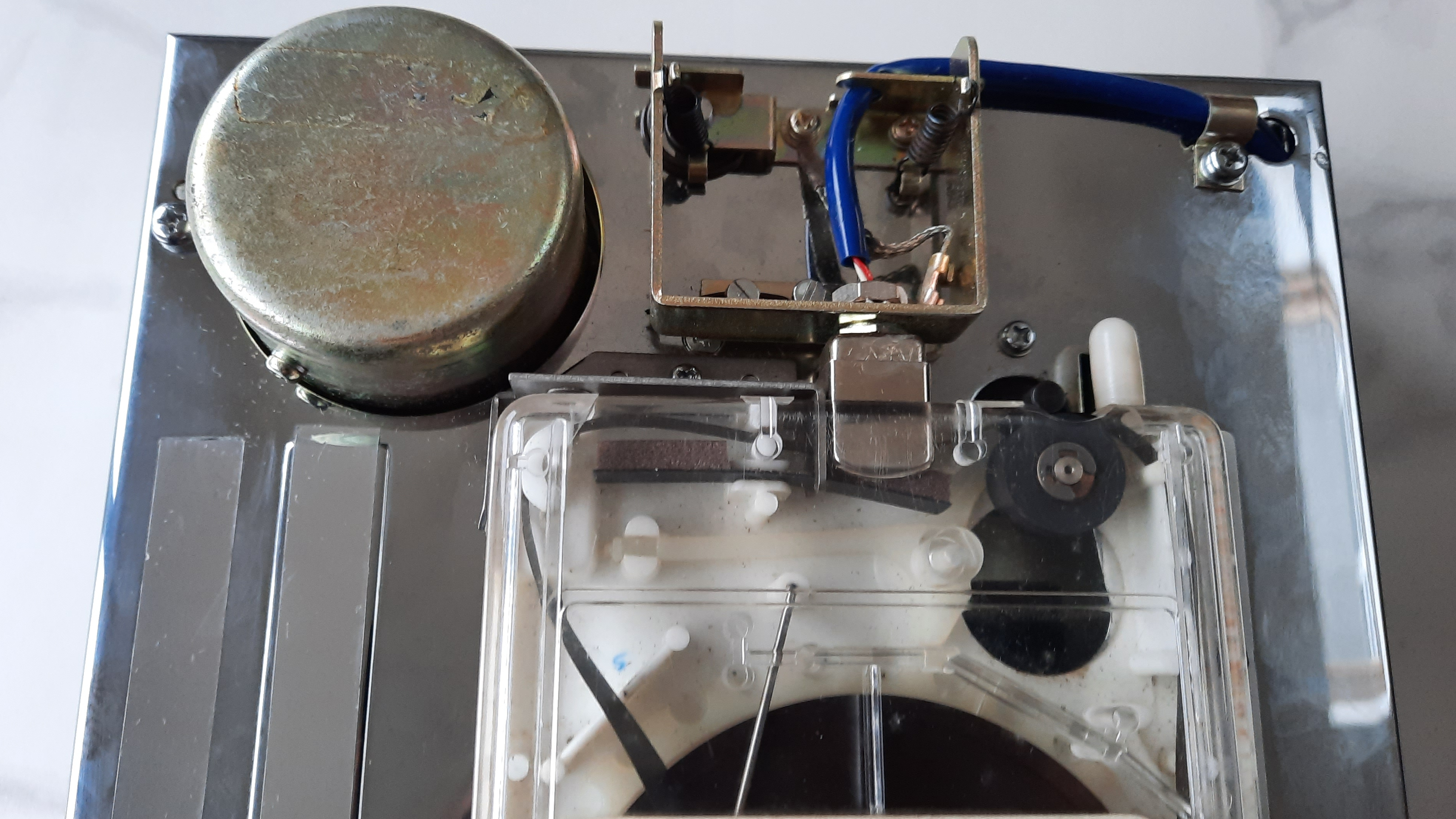
Con un cartucho en posición para reproducir

El Stereo-Pak de Muntz, comúnmente conocido como el cartucho de 4 pistas, es una tecnología de cartucho cinta magnética de grabación de sonido. El reproductor de cintas para automóvil que reproducía los cartuchos Stereo-Pak se llamaba Autostereo, pero generalmente se comercializaba con el nombre comercial común Stereo-Pak.
El cartucho Stereo-Pak se inspiró en el sistema de cartucho de cinta de 3 pistas Fidelipac inventado por George Eash en 1954 y utilizado por emisoras de radio para comerciales y jingles a partir de 1959. El Stereo-Pak fue una adaptación del diseño del cartucho Fidelipac básico de Earl «Madman» Muntz en 1962, en asociación con Eash, como una forma de reproducir cintas pregrabadas en automóviles. La velocidad de la cinta es menor que en Fidelipac: 9,5 cm/s en lugar de 19 cm/s.
La cinta está dispuesta en un bucle infinito que atraviesa un eje central y pasa por el cabezal de cinta, generalmente bajo una almohadilla de presión para asegurar un contacto adecuado. La cinta es arrastrada por tensión y el carrete es ayudado por un lubricante, generalmente grafito, en la parte posterior de la cinta. Los extremos de la cinta en un Stereo-Pak no están conectados por un empalme hecho de un material conductor como en el postetior cartucho de 8 pistas de cambio «automático», por lo tanto los reproductores de cartuchos de 4 pistas tenían que cambiarse manualmente entre los programas 1 y 2 mediante una palanca en el reproductor. Debido al método por el cual se mueve la cinta, es imposible rebobinar y, a menudo, es arriesgado el avance rápido en una cinta de 4 pistas.
Los empalmes en una cinta de 4 pistas pueden romperse debido al tiempo, el manipuleo o la mala calidad de fabricación. Este problema también afecta a otras cintas de bucle sin fin, como las de 8 pistas. Las almohadillas de espuma que tensan la cinta contra los cabezales de reproducción también se deterioran con el tiempo.

## Historia
El cartucho de cinta de bucle sin fin fue diseñado en 1952 por Bernard Cousino de Toledo, Ohio, alrededor de un solo carrete que lleva una cinta estándar de plástico recubierta de óxido de 6,35 mm, corriendo a 9,5 cm/s. Los inicios y paradas del programa se indicaban mediante un empalme de lámina conductora o tonos subaudibles. La cinta se extraía del centro del carrete, pasaba a través de la abertura al final del cartucho y volvía a enrollarse por el exterior del mismo carrete. El carrete en sí giraba libremente y la cinta era impulsada únicamente por la tensión del cabrestante y el rodillo de presión. George Eash, también de Toledo, un inventor que había alquilado un espacio en el edificio de Cousino en la década de 1950, posteriormente revisó el diseño de Cousino (en 1954, recibió una patente en enero de 1957) y lo comercializó con el nombre Fidelipac. Estos cartuchos se utilizaron por primera vez en estaciones de radio a partir de 1959 para programar comerciales y una sola canción de éxitos musicales.
El empresario Earl «Madman» Muntz de Los Ángeles, California, vio un potencial en estos cartuchos de radiodifusión para un sistema de cintas de música para automóviles, y en 1962 presentó su Sistema de cartucho de cinta estéreo de 4 pistas «Stereo-Pak» y cintas pregrabadas, inicialmente en California y Florida. Obtuvo la licencia de álbumes de música popular de las principales compañías discográficas y los duplicó en estos cartuchos de 4 pistas, o CARtridges, como se anunciaron por primera vez. Anteriormente, la música en el automóvil se había restringido principalmente a las radios. Los discos, debido a sus métodos de operación y tamaño, no eran prácticos para su uso en un automóvil, aunque varias empresas intentaron comercializar un tocadiscos para automóviles, incluido el Highway Hi-Fi.
Celebridades notables como Frank Sinatra tenían reproductores de 4 pistas instalados en sus autos. La música se lanzó primero en cinta de 4 pistas para el automóvil y luego para uso doméstico. Muntz fabricó reproductores de cintas de 4 pistas y cartuchos de 4 pistas pregrabados hasta aproximadamente finales de 1970, momento en el que la cinta de 8 pistas Stereo 8 se había convertido en el formato dominante. Columbia Records fue uno de los pocos sellos discográficos importantes en publicar música grabada en cartuchos de 4 pistas de forma generalizada.
El cartucho Stereo-Pak tenía cuatro pistas monoaurales o dos pares de pistas estéreo. Para alternar entre las dos pistas del programa, se activa una palanca manual, que mueve físicamente el cabezal hacia arriba y hacia abajo mecánicamente. El Stereo-Pak no cambiaba de pista automáticamente, a diferencia de los cartuchos posteriores Stereo 8.
La cinta se recubrió con un material de respaldo resbaladizo patentado por Cousino, generalmente grafito, para facilitar el deslizamiento continuo entre las capas de cinta. Este recubrimiento a veces también hacía que el rodillo de presión patinara, lo que provocaba un control de velocidad deficiente y un trémolo. Debido a estos problemas, los cartuchos de 4 pistas nunca fueron populares entre los audiófilos. Si bien el diseño permitía reproductores simples y baratos, a diferencia de un sistema de carretes a carrete, no permitía enrollar la cinta en ninguna dirección. Algunos reproductores ofrecieron un avance rápido limitado al acelerar el motor mientras cortaban el audio, pero el rebobinado era imposible.
Después de dar un paseo con Muntz en un automóvil equipado con un reproductor de 4 pistas, Bill Lear, fabricante del Learjet, modificó su tecnología para crear el cartucho Stereo 8, ampliamente conocido como el 8 pistas. En particular, se comprimieron ocho pistas en la misma cinta de 6,35 mm, lo que redujo la potencial calidad de audio, pero permitió colocar el doble de música en la misma longitud de cinta. El rodillo de presión también era una parte integral del cartucho de 8 pistas, aunque muchos de los primeros rodillos de caucho se deterioraban debido a que el caucho no se había curado por completo. Una vez que se descubrió esto, todos los rodillos de presión de caucho posteriores eran de caucho «completamente curado» (duro), o se utilizaron rodillos de plástico (introducidos por RCA en 1970) en su lugar. Gracias a su conexión con Motorola, que fabricaba radios para los automóviles de Ford Motors, Lear pudo asegurarse que los reproductores de 8 pistas se incluirían en muchos automóviles Ford, y se hicieron populares principalmente desde principios hasta mediados de la década de 1970. Las cintas de 4 pistas se desvanecieron gradualmente y desaparecieron a finales de 1970, ya que la mayoría de la gente cambió al 8 pistas, aunque a veces se fabricaban reproductores compatibles con cintas de 4 y 8 pistas. Se fabricaron adaptadores económicos que permitían reproducir cintas de 4 pistas en reproductores de 8 pistas. El adaptador era un rodillo de presión de goma unido a una pequeña placa de metal que se enganchaba en la abertura del cartucho de 4 pistas. Las cintas de 4 pistas siguen siendo buscadas por los coleccionistas. Asimismo, están en demanda los gidgets que permiten reproducir un cartucho de 4 pistas en un reproductor de 8 pistas (aunque el cambio automático de pista no se activará y se requiere el cambio manual).
También había un número limitado de reproductores de cintas de 4 pistas para usar en el hogar, pero estos no se hicieron populares.

## Diferencias entre cartuchos de 4 y 8 pistas

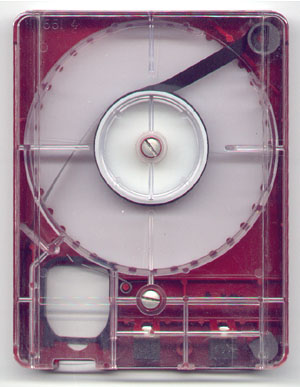
El cartucho Fidelipac de tamaño «A» de 10 cm de ancho (o cartucho NAB), que se utilizaba a menudo en la radiodifusión, también se utilizó para las grabaciones Stereo-Pak.

El Stereo-Pak se diferencia del Stereo 8 en que su cinta magnética de 6,35 mm contiene cuatro pistas de datos (música), mientras que los 8 pistas tienen el doble en el mismo espacio. Por lo tanto, las cintas de 4 pistas tienen potencialmente mayor fidelidad de audio.
La principal diferencia en el diseño de cartucho de 4 pistas con respecto al de 8 pistas es que las 4 pistas carecen de un rodillo de presión integrado (generalmente hecho de goma o plástico) que agarre y ayude mover la cinta; se deja una abertura en el cartucho para que se inserte un rodillo de presión desde el interior del reproductor de 4 pistas. La gran abertura en la parte inferior del cartucho de 4 pistas, para la entrada del rodillo de arrastre, deja las cintas de 4 pistas más susceptibles a atrapar suciedad y otras sustancias además de las que se encuentran normalmente dentro de los cartuchos, y requiere un mayor nivel de complejidad mecánica en el reproductor, ya que el rodillo de presión debe insertarse y retraerse verticalmente a través de la parte inferior del cartucho.
La otra diferencia a tener en cuenta es el hecho de que muchos cartuchos de 4 pistas se fabricaron con carcasas transparentes o translúcidas, mientras que los cartuchos de 8 pistas no. Se cree que esto se debe a que el lanzamiento de un álbum de 4 pistas contendrá el doble de cinta que el de 8 pistas equivalente, ya que el álbum se distribuye en 2 programas y no en 4. Si los compradores pudieran ver la poca cinta que había dentro de algunos lanzamientos en 8 pistas, era posible que pensaran que había sido recortado y, por lo tanto, las cintas de 8 pistas no se lanzaron con carcasas transparentes.

## Otros usos
Desde la década de 1970 hasta mediados de la de 1980, las alarmas antirrobo podían (en algunas jurisdicciones) estar equipadas con un marcador de cinta que realizaba una llamada telefónica y repetía un mensaje grabado cuando se activaba la alarma. Muchos de estos marcadores de cinta utilizaron el cartucho de 4 pistas que se describe aquí. Han sido reemplazados en gran parte por tecnología digital, por ejemplo, el formato Ademco SESCOA.
También fueron populares en la radiodifusión y se utilizaron para reproducir comerciales y canciones, pero finalmente fueron reemplazados por los CD y computadoras.